# Гаврилов, Михаил Борисович
Михаил Борисович Гаврилов (29 декабря 1926 года, Дербент — 18 июля 2014 года, там же) — советский и российский писатель и поэт горско-еврейского происхождения; заслуженный работник культуры Дагестана (2009).

## Биография
С началом Великой Отечественной войны работал учеником слесаря, слесарем 4-го разряда, затем токарем 4-го разряда на Дербентском консервном комбинате. В 1944 г. добровольно вступил в Красную Армию. Окончив школу младших авиаспециалистов, служил мастером по вооружению авиаистребителей в 26-м запасном авиационном полку, затем — в 117-м гвардейском авиаистребительном полку, обеспечивая истребитель Як-3 командира эскадрильи Героя Советского Союза гвардии майора Г. А. Шадрина. Демобилизовался в феврале 1947 года.
Работал помощником машиниста в Дербенте. Окончил заочное отделение Дербентского педагогического училища, после чего перешёл на преподавательскую работу. В 1970 г. окончил заочное отделение исторического факультета Дагестанского университета. За 45 лет педагогической деятельности издал школьную программу татского языка, прописи и программу факультативных занятий, подготовил учителей по родному языку.
В 1986—1990 г. — директор горско-еврейского театра. С 1990 г. — ответственный секретарь горско-еврейского вкладыша в городской газете «Знамя коммунизма», с 1991 г. — редактор республиканской газеты «Ватан».
В 1993—2004 гг. жил в Израиле; организовал издание «Кавказской газеты», был её первым главным редактором, а также председателем горско-еврейской секции Союза писателей Израиля, редактировал издаваемые на горско-еврейском языке книги.. С 2004 г. с семьёй жил в Дербенте, работал редактором отдела республиканской газеты «Ватан».

## Творчество
Первые публикации относятся к 1949—1950 годам. Издал в периодической печати, в альманахе «Ватан Советиму» на горско-еврейском языке стихи, рассказы, поэму «Гhард ферзенди» («Сыновний долг»), а также сборники стихов на горско-еврейском и на русском языках.
В период перестройки, когда стали возрождться национальные школы, подготовил и издал учебники горско-еврейского языка для 1-4-го классов, программы обучения и тетради-прописи; вёл курсы по подготовке учителей татского языка.
В одном из своих последних стихов Борис Гаврилович Гаврилов писал:
«…Перед смертью любимое дело
передам сыну, завещая:
Крепко удержи, сын, это ценное
для того, чтобы сделать больше чем я…».
Сегодня Михаил Борисович Гаврилов может с чистым сердцем сказать:
«Отец, я выполнил твое завещание,
Сохранив то ценное, что ты передал…»

### Семья
Отец — Борис Гаврилович Гаврилов (1908—1990) — горско-еврейский писатель, учитель горско-еврейского языка.

## Награды
- «Заслуженный работник культуры Республики Дагестан» (июль 2009) — за многолетний труд и высокие заслуги в области культуры.